# Linholmen, Sibbo
Linholmen är en ö i Finland. Den ligger i Finska viken och i kommunen Sibbo i den ekonomiska regionen  Helsingfors i landskapet Nyland, i den södra delen av landet. Ön ligger omkring 19 kilometer öster om Helsingfors.
Öns area är 6,9 hektar och dess största längd är 490 meter i nord-sydlig riktning.